# Alfonso Fontanelli
Alfonso Fontanelli (15 de febrero de 1557 – 11 de febrero de 1622) fue un compositor italiano, escritor, diplomático, cortesano, y noble del Renacimiento tardío. Fue una de las principales figuras  de la escuela de Ferrara a fines del siglo XVI, y uno de los primeros compositores de la seconda pratica  en la transición a la era Barroca.

## Vida
Fontanelli Nació en Reggio Emilia, hijo del conde Emilio Fontanelli. Tuvo su educación musical temprana  con el compositor Gasparo Pratoneri, y evidentemente mostró también talento para escribir: se conservan varios de sus poemas líricos.
Su primer matrimonio data de 1580, y en 1584 empezó su carrera como cortesano, estadista, y músico para la familia Este de Ferrara. Aún empleados con ellos viajó por primera vez a Roma en 1586; allí conoció probablemente al renombrado madrigalista Luca Marenzio, así como a miembros de la escuela Romana de composición, cuyas características estilísticas aparecerían luego en sus obras. Su actividad diplomática en Roma realzó mucho su reputación, y en 1588 recibió dos honores: ser nombrado consejero musical de la Accademia de Parteni en Ferrara, e ingresar como caballero a la corte de esa ciudad. Su influencia creció hasta la disolución de la corte en 1597, cuando la región fue absorbida por los Estados Pontificios, y la familia Este terminó exiliada en Modena.
Fontanelli probablemente escribió la mayoría de las obras musicales que se conservan en los años inmediatamente anteriores a 1600. No sólo fue activo como músico en la corte del Ferrara al principio de la última década del siglo XVI, sino también como diplomático y estadista, viajando a la corte de los Gonzaga en Mantua y de los Medici en Florencia, conociendo músicos de cada uno de esos lugares. En 1594 realizó una extensa gira junto a Carlo Gesualdo, visitando Venecia, Florencia, Nápoles, y Venosa. Se conserva una carta enviada a su patrón, Alfonso II d'Este con mucha información sobre la  práctica musical del periodo. En 1591 falleció su esposa, y contrae nuevas nupcias  con María Biancoli, un matrimonio que resultaría problemático.
Después de que la familia Estese se trasladó a Modena, Fontanelli les siguió allí, manteniendo su cargo diplomático: en 1600 y 1601 viajó a Roma y Florencia en tal carácter. En noviembre de 1601, descubrió que su mujer le era infiel, y asesinó a su amante (a diferencia de Gesualdo, quien en circunstancias similares asesinó a ambos, Fontanelli salvó a su mujer); como castigo le quitaron sus posesiones y expulsado de las tierras de los Este. Encontró refugio en la opulenta casa romana del cardenal Alessandro d'Este, hermano más joven del duque Cesare quien le había expulsado de Modena, y continuó su vida musical en Roma. Para 1605 recuperó su relación con el duque, y devino representante oficial de los Este en Roma. No se sabe si su rehabilitación tuvo origen en haberse arrepentido del asesinato o en sus excepcionales habilidades como diplomático. 
Durante la siguiente década realizó numerosos viajes, incluyendo una estancia en Florencia para intentar mediar en un conflicto entre músicos de la corte de los Medici músicos de tribunal, y una estadía temporal en España entre 1611 y 1612 representando a los Este. En  1615 estaba radicado en Roma, ganando influencia en la vida musical de la ciudad, aunque no hay registros de trabajo alguno de ese período. Muchas cartas que se conservan entre miembros de la aristocracia romana y la jerarquía de iglesia dan muchos detalles de la vida musical allí, y de la posición prominente de Fontanelli posición prominente. Fontanelli fue consagrado sacerdote en 1621, y murió a principios de 1622 al parecer por la picadura de un insecto mientras se encontraba en el oratorio de la Chiesa Nuova.

## Música e influencia
Junto con Luzzasco Luzzaschi y Carlo Gesualdo, Fontanelli fue uno de los líderes de la escuela  de composición de madrigal  de Ferrara en la última década del siglo XVI. Su música fue olvidada por mucho tiempo, recuperándose hacia fines del siglo XX. Gustave Reese, en su Enciclopedia de Música del Renacimiento, nunca le menciona, aun así Alfred Einstein, en su detallado libro El Madrigal italiano, le alabó como el más importante de los compositores de la nobleza a finales del siglo XVI,  categoría que incluiría a Gesualdo y a  Alessandro Striggio.
Fontanelli escribió aparentemente sólo madrigales ; no se conserva ni música sacra ni música instrumental, aunque parece haber escrito alguna música sacra para el Oratorio dei Filippini en la Chiesa Nuova hacia el fin de su vida. Publicó dos libros de madrigales, ambos para cinco voces: el primer en Ferrara en 1595 impreso por Vittorio Baldini, y el segundo en Venecia en 1604 por Angelo Gardano. Además le han sido atribuidos otros dieciséis madrigales, algunos de los cuales son de autoría incierta, 
Como Gesualdo y Luzzaschi, Fontanelli escribió madrigales destinados a una pequeña audiencia de conocedores, particularmente para la musica reservata de Alfonso II d'Este. Estilísticamente su música utiliza las técnicas más modernas de su época, incluyendo cromatismo y relaciones inarmónicas; a diferencia de Gesualdo, sin embargo, el cromatismo no es una característica definitoria de su música. La mayoría de las obras de Fontanelli son piezas cortas, de menos de tres minutos. Ninguna está arreglada para solista vocal y acompañamiento de cuerda pulsada (como muchos madrigales de Luzzaschi), siendo contrapuntal y de textura disyunta, evitando una línea de soprano dominante. Muchos de sus madrigales, particularmente de su primer libro, están escritos para dos o tres voces soprano, sugiriendo que estuvieron destinados al concierto delle donne.
El segundo libro de madrigales (1604), algunos de los cuales tienen que haber sido escritos en Roma (aunque se publicaron en Venecia), contiene algunas piezas en un estilo polifónico más sencillo, recordando el estilo italiano de décadas pasadas. Este estilo armonizaba con las preferencias de los compositores de la escuela romana, intérpretes, y oyentes, que eran más conservadores que la esotérica escuela de Ferrara y no estaban acostumbrados a su música experimental.